# Mésigny
Mésigny és un municipi francès situat al departament de l'Alta Savoia i a la regió d'Alvèrnia-Roine-Alps. L'any 2007 tenia 685 habitants.

## Demografia

### Població
El 2007 la població de fet de Mésigny era de 685 persones. Hi havia 250 famílies de les quals 48 eren unipersonals (20 homes vivint sols i 28 dones vivint soles), 75 parelles sense fills, 115 parelles amb fills i 12 famílies monoparentals amb fills.
La població ha evolucionat segons el següent gràfic:
Habitants censats

### Habitatges
El 2007 hi havia 269 habitatges, 247 eren l'habitatge principal de la família, 17 eren segones residències i 5 estaven desocupats. 256 eren cases i 11 eren apartaments. Dels 247 habitatges principals, 216 estaven ocupats pels seus propietaris, 27 estaven llogats i ocupats pels llogaters i 5 estaven cedits a títol gratuït; 3 tenien una cambra, 7 en tenien dues, 27 en tenien tres, 59 en tenien quatre i 151 en tenien cinc o més. 212 habitatges disposaven pel capbaix d'una plaça de pàrquing. A 89 habitatges hi havia un automòbil i a 143 n'hi havia dos o més.

### Piràmide de població
La piràmide de població per edats i sexe el 2009 era:
| Homes | Edats   | Dones |
| ----- | ------- | ----- |
| 0     | 95 o +  | 0     |
| 0     | 90 a 94 | 0     |
| 0     | 85 a 89 | 4     |
| 4     | 80 a 84 | 8     |
| 4     | 75 a 79 | 12    |
| 4     | 70 a 74 | 12    |
| 12    | 65 a 69 | 16    |
| 8     | 60 a 64 | 16    |
| 8     | 55 a 59 | 0     |
| 40    | 50 a 54 | 36    |
| 32    | 45 a 49 | 24    |
| 12    | 40 a 44 | 24    |
| 44    | 35 a 39 | 24    |
| 24    | 30 a 34 | 28    |
| 16    | 25 a 29 | 12    |
| 12    | 20 a 24 | 20    |
| 28    | 15 a 19 | 36    |
| 16    | 10 a 14 | 20    |
| 20    | 5 a 9   | 8     |
| 12    | 0 a 4   | 20    |

## Economia
El 2007 la població en edat de treballar era de 460 persones, 357 eren actives i 103 eren inactives. De les 357 persones actives 337 estaven ocupades (182 homes i 155 dones) i 20 estaven aturades (6 homes i 14 dones). De les 103 persones inactives 28 estaven jubilades, 35 estaven estudiant i 40 estaven classificades com a «altres inactius».

### Ingressos
El 2009 a Mésigny hi havia 239 unitats fiscals que integraven 672,5 persones, la mediana anual d'ingressos fiscals per persona era de 22.819 €.

### Activitats econòmiques
Dels 23 establiments que hi havia el 2007, 1 era d'una empresa extractiva, 1 d'una empresa de fabricació d'altres productes industrials, 8 d'empreses de construcció, 3 d'empreses de comerç i reparació d'automòbils, 1 d'una empresa d'hostatgeria i restauració, 1 d'una empresa d'informació i comunicació, 2 d'empreses immobiliàries, 3 d'empreses de serveis, 1 d'una entitat de l'administració pública i 2 d'empreses classificades com a «altres activitats de serveis».
Dels 10 establiments de servei als particulars que hi havia el 2009, 1 era un taller de reparació d'automòbils i de material agrícola, 1 paleta, 2 guixaires pintors, 1 fusteria, 1 electricista, 1 perruqueria, 1 restaurant, 1 agència immobiliària i 1 saló de bellesa.
L'únic establiment comercial que hi havia el 2009 era una botiga de mobles.
L'any 2000 a Mésigny hi havia 14 explotacions agrícoles que ocupaven un total de 225 hectàrees.

## Equipaments sanitaris i escolars
El 2009 hi havia una escola elemental.

## Poblacions més properes
El següent diagrama mostra les poblacions més properes.